# أم سعد (جازان)
قرية أم سعد، إحدى قرى منطقة جازان، وهي قرية سكنية تابعة لبلدية محافظة صبيا جنوب غرب المملكة العربية السعودية، تبعد 15 كم باتجاه الشمال الغربي من مدينة صبيا.

## الموقع
تطل قرية أم سعد على وادي شهدان الواقع شرق القرية وتقع قريباً من وادي بيش الذي يبعد عنها باتجاه الغرب حوالي 1 كيلومتر، وتبعد حوالي ستون كيلومترا بالاتجاه الشمالي الشرقي من مدينة جازان، وتعتبر قرية أبو القعائد والمحلة الجنوبية من القرى المجاورة لها، عند خط طول 42 درجة وخط العرض 17 درجة.

## عدد السكان
بلغ عدد سكان قرية أم سعد بحسب التعداد السكاني للعام 1431 هـ (400) نسمة منهم () من السعوديين و() غير السعوديين.

## وصلات خارجية
- بيانات المجلس البلدي من الأمانة العامة لشؤون المجالس البلدية[وصلة مكسورة]
- حصر الخدمات بالمدن والقرى بمنطقة جازان
- دليل الخدمات بمنطقة جازان